# الجبهة الشعبية الاشتراكية السودانية
الجبهة الشعبية الاشتراكية السودانية هي جماعة معارضة سودانية مقرها طرابلس، يقودها عبد الله زكريا (يُشاع أنه شارك في تأليف الكتاب الأخضر). تأسست الجبهة الشعبية لتحرير السودان عام 1984. في مايو 1985 تشكلت الحركة السودانية للجان الثورية كنتيجة للجبهة الشعبية الاشتراكية السودانية.